# برنارد بيترز
برنارد بيترز (بالإنجليزية: Bernard Peters)‏ (و. 1910 – 1993 م) هو فيزيائي، وعالم نووي ولد في بوزنان .
توفي في كوبنهاغن ، عن عمر يناهز 83 عاماً.

## جوائز
حصل على جوائز منها:
- بادما بوشان.